# John Cappelletti
College Football Hall of Fame 1993
(en) Statistiques sur pro-football-reference
John Raymond Cappelletti (né le 9 août 1952 à Philadelphie) est un joueur américain de football américain.

## Lycée
Cappelletti joue d'abord au niveau lycéen à la Monsignor Bonner High School de Drexel Hill.

## Carrière

### Université
Il entre ensuite à l'université d'État de Pennsylvanie. Il fait deux saisons comme running back dont celle de 1973 où il remporte le prestigieux Trophée Heisman dans une saison où en 286 courses, il parcourt 1522 yards, marquant dix-sept touchdowns pour les Nittany Lions qui sont invaincus lors de cette saison. Il remporte aussi le Maxwell Award, le Walter Camp Award et de joueur de l'année au niveau universitaire selon l'UPI. L'entraineur Joe Paterno déclarera que Cappelletti est le meilleur joueur qu'il a entrainé de sa carrière.

### Professionnel
John Cappelletti est sélectionné au premier tour du draft de la NFL de 1974 par les Rams de Los Angeles au onzième choix. Les deux premières saisons de Cappelletti se déroulent sur le banc mais en 1975, il entre au cours de treize matchs et marque six touchdowns.
Le 8 avril 1976, Joey Cappelletti, le frère cadet de John meurt d'une leucémie. La relation entre les deux frères débouche sur un livre intitulé Something for Joey écrit par Richard E. Peck et qui sera porté à la télévision en 1977 sous le même nom avec Marc Singer dans le rôle de John.
L'année du décès de Joey, Cappelletti est nommé running back titulaire et parcourt 688 yards en 177 courses et un touchdown ainsi qu'un autre sur une passe. John reste à ce poste pendant deux saisons, marquant six touchdowns en 1977 et quatre en 1978.
Il ne joue aucun match de la saison 1979 et réapparait en 1980 sous la tunique des Chargers de San Diego. Il marque cinq touchdowns en huit matchs comme titulaire avant de voir ses statistiques et son temps de jeu diminués. Il prend sa retraite lors de la saison 1983.
En neuf saisons en NFL, Cappelletti aura joué 105 matchs donc 62 comme titulaire, 824 courses pour 2951 yards (moyenne de 3,6 yards par course) ainsi que vingt-quatre touchdowns. Il reçoit 135 ballons pour 1233 yards (moyenne de 9,1 yards par réception) et quatre touchdowns.

## Palmarès
- Trophée Heisman 1973
- Maxwell Award 1973
- Walter Camp Award 1973
- Joueur de l'année universitaire 1973 selon l'UPI
- Intronisé en 1993 au College Football Hall of Fame